# سانتا كومبا (لا كرونيا)
بلدية سانتا كومبا (بالإسبانية: Santa Comba)‏، هي إحدى بلديات مقاطعة لا كرونيا إحدى مقاطعات إسبانيا، و التي تقع في منطقة جليقية شمال غرب إسبانيا.
يبلغ عدد سكانها 10.892 نسمة وفقاً لإحصائية سنة (2002).